# Team Silent
Team Silent era uma equipe de desenvolvimento de videojogos dentro da Konami Computer Entertainment Tokyo, e foi responsável pelos quatro primeiros jogos da franquia Silent Hill da Konami, lançados de 1999 a 2004, com os lançamentos seguintes sendo desenvolvidos por empresas ocidentais e externas à Konami, como Climax Studios e Double Helix Games. De acordo com o compositor Akira Yamaoka, a Team Silent era formada por funcionários que haviam falhado em outros projetos e originalmente queriam sair da empresa antes do primeiro jogo de Silent Hill ter se tornado um sucesso. Segundo um artista de Silent Hill: Homecoming, a Team Silent no fim foi dissolvida pela própria Konami, porque a Konami queria que desenvolvedoras ocidentais fizessem os jogos. KCET foi fundida à matriz da Konami em abril de 2005.
Em 9 de maio de 2006, a Konami anunciou uma sequência para a série Silent Hill, Ørigins, que seria o primeiro jogo da série a não ser produzido pela Team Silent. Akira Yamaoka teve um importante papel na adaptação em filme de Silent Hill, supervisionando e aprovando aspectos específicos do filme ao longo de sua produção. Em 12 de julho de 2007, o site de jogos Kotaku confirmou que Silent Hill: Homecoming também não seria desenvolvido pela Team Silent, mas sim pela equipe de desenvolvimento The Collective, conhecida hoje como Double Helix após fundir-se com a Shiny.

## Formação
Entre os membros-chave da Team Silent, estão:
- Keiichiro Toyama: Diretor de Silent Hill. Deixou-a para juntar-se à SCE Japan Studio em 1999 e criar a série de jogos Siren.[7]
- Masashi Tsuboyama: Diretor de Silent Hill 2, diretor de arte de Silent Hill 4.
- Kazuhide Nakazawa: Diretor de Silent Hill 3.[8] Mais tarde entrou para a Kojima Productions.
- Suguru Murakoshi: Diretor de dramatização de Silent Hill 2, diretor e roteirista de Silent Hill 4. Mais tarde entrou para a Kojima Productions.
- Hiroyuki Owaku: Roteirista de Silent Hill 3 e Silent Hill 2, co-roteirista de Silent Hill.[9]
- Masahiro Ito: Desenhista de background e monstros de Silent Hill, diretor de arte e desenhista de monstros de Silent Hill 2 e Silent Hill 3.
- Akira Yamaoka: Diretor de som da série; produtor de Silent Hill 3 e Silent Hill 4. Deixou-a para juntar-se à Grasshopper Manufacture.
- Gozo Kitao: Produtor executivo de Silent Hill, Silent Hill 2, Silent Hill 3.
- Akihiro Imamura: Produtor de Silent Hill 2,[10] sub-produtor de Silent Hill 4.
- Takayoshi Sato: Criador de CGI de Silent Hill e Silent Hill 2.[11] Mais tarde entrou para a Nintendo.

## Jogos
| Título                  | Lançamento inicial     | Plataforma                   |
| ----------------------- | ---------------------- | ---------------------------- |
| Silent Hill             | 31 de janeiro de 1999  | PlayStation                  |
| Silent Hill 2           | 24 de setembro de 2001 | PlayStation 2, Xbox, Windows |
| Silent Hill 3           | 23 de maio de 2003     | PlayStation 2, Windows       |
| Silent Hill 4: The Room | 17 de junho de 2004    | PlayStation 2, Xbox, Windows |

## Atualidade
Há membros da Team Silent ainda trabalhando em projetos separados na Konami, entretanto não se sabe se algum dia eles voltarão a criar os jogos da série Silent Hill. Alguns dos integrantes da Team Silent foram com Keiichiro Toyama, o criador da série, para a Sony e formaram a Project Siren, e criaram a série com temática similar à Silent Hill, Siren.
Mesmo após o fim da Team Silent, Akira Yamaoka continuou compondo as trilhas sonoras da série, mas apenas até Silent Hill: Shattered Memories. Atualmente trabalha como diretor de som na desenvolvedora japonesa Grasshopper Manufacture.
O desenhista de personagens Takayoshi Sato deixou a Konami após o lançamento do segundo jogo, e atualmente trabalha na Nintendo como produtor visual.
Masahiro Ito, desenhista de monstros, contribuiu para a série até Silent Hill 3 e atualmente trabalha como artista freelancer.  Segundo Ito, o roteirista de Silent Hill 2 e Silent Hill 3 Hiroyuki Owaku ainda trabalha na Konami.
Em agosto de 2017, Akira Yamaoka, durante uma entrevista à PC Gamer, quando questionado sobre a possibilidade de uma reunião da Team Silent, declarou que não é contra essa ideia, e Masahiro Ito, no Twitter, afirmou que se não tiver que usar o Pyramid Head de novo, ele não teria hesitação alguma em juntar-se à equipe.